# Bârzava (Arad)
Bârzava (deutsch Bersowa, ungarisch Marosborsa) ist eine Gemeinde im Kreis Arad, im Kreischgebiet, im Westen Rumäniens. Zu der Gemeinde Bârzava gehören auch die Dörfer Bătuța, Căpruța, Dumbrăvița, Groșii Noi, Lalașinț, Monoroștia und Slatina de Mureș.

## Geografische Lage
Bârzava liegt am Fuße des Zărand-Gebirges, an der Nationalstraße Drum național 7, in 61 km Entfernung von der Kreishauptstadt Arad.

## Nachbarorte

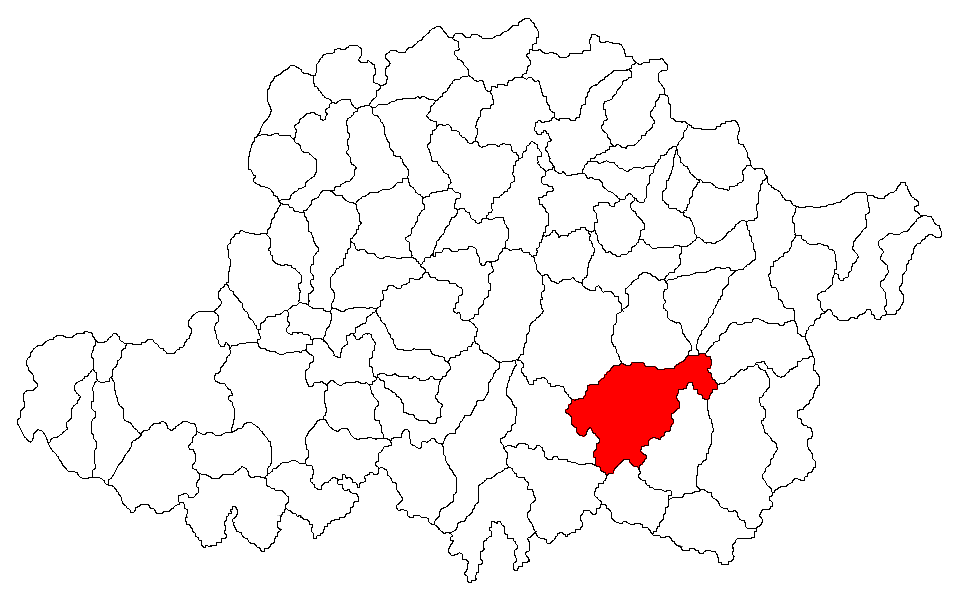
Lage der Gemeinde Bârzava im Kreis Arad

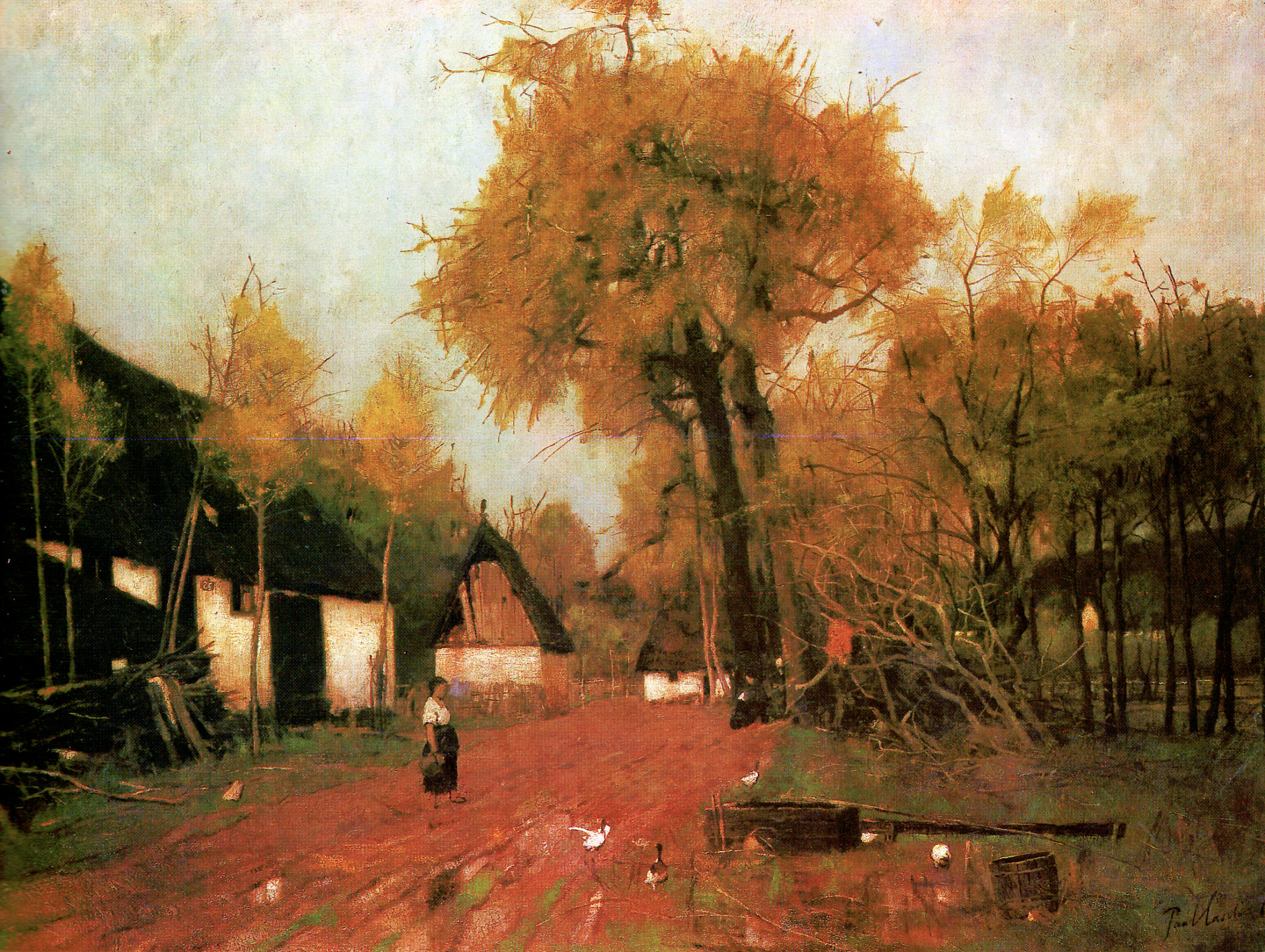
Straße in Berzova, Öl auf Leinwand, von László Paál

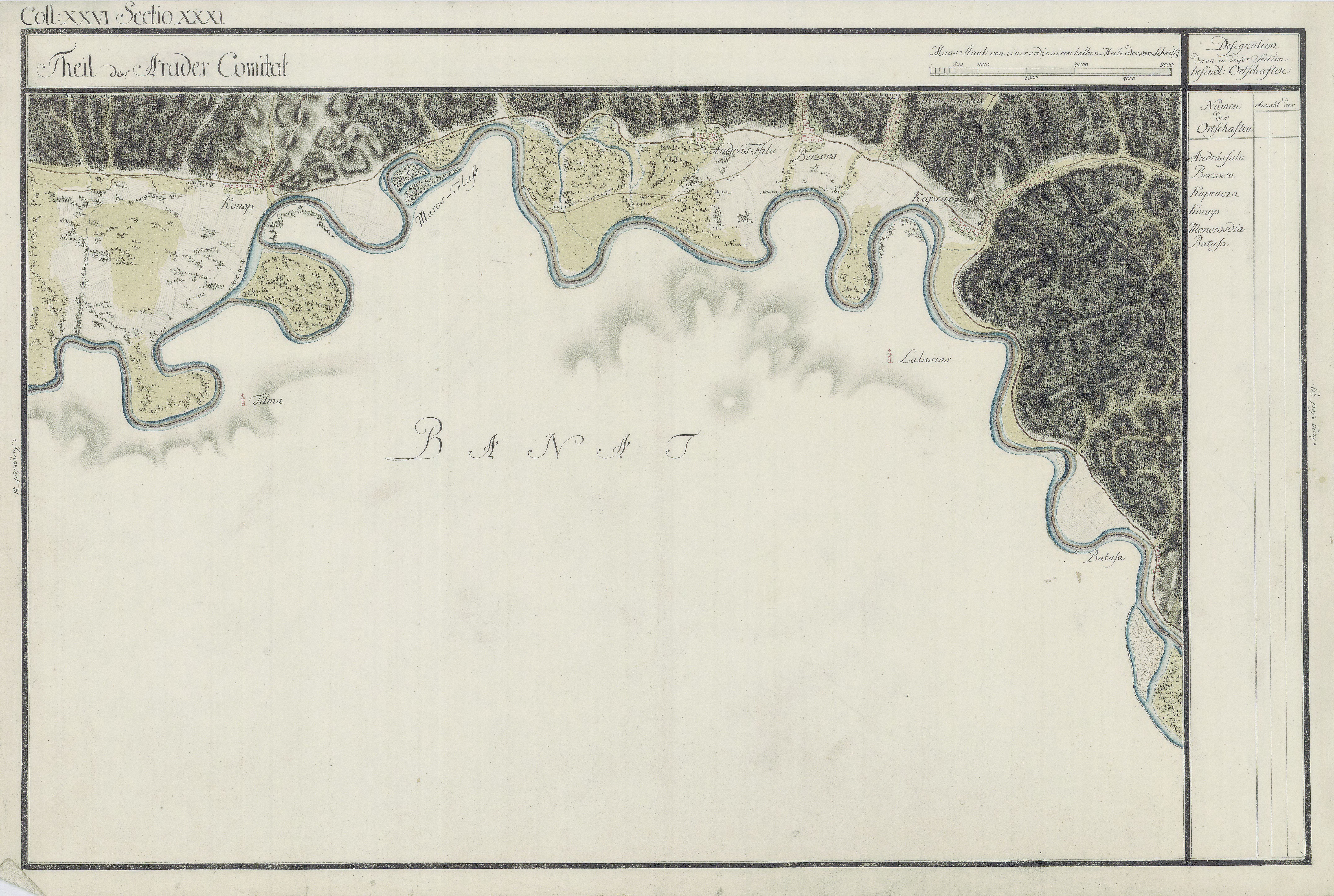
Bârzava auf der Josephinischen Landaufnahme

| Covăsinț | Minișel                                     | Slatina de Mureș |
| Conop    | Kompassrose, die auf Nachbargemeinden zeigt | Groșii Noi       |
| Belotinț | Lalașinț                                    | Baia             |

## Geschichte
Die erste urkundliche Erwähnung der Ortschaft Bozova stammt aus dem Jahr 1471.
Im Laufe der Jahrhunderte traten verschiedene Schreibweisen des Ortsnamens in Erscheinung: 1471 Bozova, 1479 Nagbozwa, 1506, 1510 Berzova, 1508–1510 Alsoborza, 1519 Also Bozwa, 1650 Bosowa, 1808 Berzava, 1839 Berzova, 1858–1900 Berzova, 1909 Bârzava, Berzova, 1910 Marosborsa, 1913 Marosborsa, 1921 Bârzava, Marosborsa, 1925 Bârzava.
Bis zum Ersten Österreichischen Türkenkrieg (1526) gehörte die Siedlung zum Königreich Ungarn und danach zum Osmanischen Reich (1526–1699).
Nach dem Frieden von Karlowitz (1699) kam Arad und das Maroscher Land unter österreichische Herrschaft, während das Banat südlich der Marosch bis zum Frieden von Passarowitz (1718) unter Türkenherrschaft verblieb. Auf der Josephinischen Landaufnahme ist Bersowa eingetragen.
Infolge des Österreichisch-Ungarischen Ausgleichs (1867) wurde das Arader Land, wie das gesamte Banat und Siebenbürgen, dem Königreich Ungarn innerhalb der Doppelmonarchie Österreich-Ungarn angegliedert. Die amtliche Ortsbezeichnung war Marosborsa.
Der Vertrag von Trianon am 4. Juni 1920 hatte die Grenzregulierung zur Folge, wodurch Bârzava an das Königreich Rumänien fiel.

## Bevölkerungsentwicklung
| 1880 | 6955 | 6680 | 111 | 69 | 95           |
| 1910 | 7349 | 6923 | 326 | 69 | 31           |
| 1930 | 6069 | 5749 | 92  | 48 | 180          |
| 1977 | 3982 | 3887 | 18  | 6  | 71           |
| 1992 | 3279 | 3225 | 12  | 4  | 38           |
| 2002 | 3019 | 2959 | 12  | 5  | 43           |
| 2021 | 2575 | 2466 | 7   | -  | 102 (8 Roma) |

## Persönlichkeiten
- Iosif Conta (1924–2006), Dirigent